# Papakouli Diop
Papakouli 'Pape' Diop (Kaolack, 1986. március 19. –) szenegáli labdarúgó, a spanyol UD Ibiza középpályása.

## Pályafutása

### A válogatottban
2010. november 17-én lépett pályára először Szenegál válogatottjában a Gabon elleni 2–1-re végződő barátságos mérkőzésen. Tagja volt a 2015-ös és a 2017-es afrikai nemzetek kupájában részt vevő keretnek. Az utóbbiban gólt szerzett az Algéria elleni 2–2-es találkozón, így csapata a negyeddöntőbe jutott.